# Cornelia Bohn
Cornelia Bohn (* 1955) ist eine deutsche Soziologin.

## Leben
Bohn studierte Soziologie und Philosophie an der Universität Bielefeld und an der École des hautes études en science sociales in Paris bei Niklas Luhmann, Pierre Bourdieu und Luc Boltansi. 1987 schloss sie in Bielefeld ab. Ihre Dissertation zum Thema „Schriftlichkeit und Gesellschaft“ reichte sie 1997 bei Niklas Luhmann und Alois Hahn an der Universität Bielefeld ein. 2003 habilitierte sie an der Universität Trier mit einer Arbeit über Inklusion, Exklusion und die Person.
Nach verschiedenen Forschungsstellen in den 1980er und 1990er Jahren wurde sie 1997 Assistenzprofessorin an der Universität Trier. 2003 bis 2004 lehrte sie an der Universität Bielefeld Allgemeine Soziologie. Seit 2006 ist sie Professorin für Allgemeine Soziologie an der Universität Luzern, wo sie zuvor Assistenzprofessorin war. Von 2008 bis 2011 hatte sie dort auch die Leitung des soziologischen Seminars inne. Seit 2009 ist sie Mitglied des NCCR Eikones: Bildkritik der Universität Basel.
Bohn forscht insbesondere zu den Themen Soziologische Theorien, historische und zeitgenössische Semantik, Medien- und Bildtheorie, Kultursoziologie, Theorien der Individualität und Personalität, Inklusions- und Exklusionsforschung, Geldsoziologie und Gegenwartskunst.

## Schriften
- Contemporary Art and Event-Based Social Theory, in: Theory, Culture and Society, 10.2021 (doi:10.1177/02632764211042085)
- Twofold Freedom and Contingency, in: Simmel Studies. New Series, Vol 22, 1, 2018, S. 45–78, ISSN 1616–2552 (print) 2512-1022 (digital)
- Autonomien in Zusammenhängen. Formenkobinatorik und die Verzeitlichung des Bildlichen. Fink, Paderborn 2017, ISBN 978-3-7705-6226-8.
- Inclusión y exclusión monetaria. Revista Mad, no 31, 2014, 1–28, DOI: 10.5354/0718-0527.2014.32956
- Inklusion, Exklusion und die Person. UVK, Konstanz 2006, ISBN 3-89669-701-3. (Habilitation)
- Schriftlichkeit und Gesellschaft: Kommunikation und Sozialität der Neuzeit. Westdeutscher Verlag, Opladen 1999, ISBN 3-663-07753-5. (Dissertation)
- Habitus und Kontext. Ein kritischer Beitrag zur Sozialtheorie Bourdieus. Westdeutscher Verlag, Opladen 1991, ISBN 3-531-12194-4.